# Pląskowo
Pląskowo – wieś w Polsce, położona w województwie wielkopolskim, w powiecie wągrowieckim, w gminie Mieścisko.
W latach 1975–1998 miejscowość administracyjnie należała do województwa poznańskiego.
W 1993 zagroda Jana Nadolnego zdobyła I miejsce w kategorii zagród wiejskich, w szczeblu wojewódzkim konkursu "Piękna Wieś".